# Шувалов, Григорий Викторович
Григорий Викторович Шувалов (родился 26 ноября 1981, пос. Ладва) — русский поэт, литературный критик.

## Биография
Родился в 1981 году в поселке Ладва, республика Карелия. Выпускник Литературного института им. А. М. Горького (в 2003 году поступил на семинар Юрия Кузнецова, после его смерти перешёл на семинар Евгения Рейна). Член Союза писателей России, член экспертного отдела Совета молодых литераторов Союза писателей России. Проживает в Москве.
Большую часть жизни прожил в поселке Шексна Вологодской области. В молодости служил в пограничных войсках, работал на стройке и в театре.
В 2006 году с группой единомышленников основал поэтическую группу «Разговор». В ее состав вошли пять поэтов: Григорий Шувалов, Александр Дьячков, Николай Дегтерев, Александр Иванов и Андрей Ставцев. Их всех объединило осознание того, что жизнь и поэзия неразделимы, что необходимо обращаться к душе человека, к самому его сердцу, а не интеллекту. В 2009 группа «Разговор» выпустила одноименный коллективный сборник стихотворений.
Стихотворения печатались в журналах «Москва», «Наш современник», «Родная Кубань», «Дети Ра», «Подъем», «Бельские просторы», «Вологодский ЛАД», в «Литературной газете», «День литературы», «Литературной России» и других изданиях, переведены на английский, болгарский, вьетнамский, китайский и якутский языки. Постоянный автор газеты «Литературная Россия».

## Критика
- Елизавета Мартынова: «Стихи Григория Шувалова целенаправленно спроецированы на прошлое, без осмысления которого для него нет понимания настоящего. И если даже Шувалов в стихотворении фиксирует настоящее и проявляется поэзия мгновения, то она всегда опирается на осознание жизненного пути целиком… Шувалов пишет логично, сюжетно, это типичная «говорная» лирика, но при этом — лирический разговор с читателем. И, я думаю, читатель оценит такой откровенный разговор…» [3]
- Руслана Ляшева: «Есть сходство стихов Шувалова с шедеврами французского символиста. Уровень, естественно, разный. Не думаю что выпускник Литературного института (поэтические семинары Юрия Кузнецова и Евгения Рейна) сознательно подражал Бодлеру. Вряд ли! Тут иное: исторические эпохи средины XIX века во Франции и конца XX века в России похожи как две капли воды»[4].

## Награды и премии
- Лауреат премии "Золотой витязь»;
- Лауреат XIV и XV Форумов молодых писателей России, стран СНГ и зарубежья;
- Победитель конкурса им. Бориса Примерова газеты «Литературная Россия»;
- Лауреат премии имени Ю.П. Кузнецова журнала «Наш современник» [5].